# Толга (город)
Толга (англ. Tolga) — город в северо-восточной части австралийского штата Квинсленд. Население города по оценкам на 2011 год составляло примерно 2426 человек. Город находится в составе региона Тейбллендс, население которого — 45300 человек (2008 год).

## География

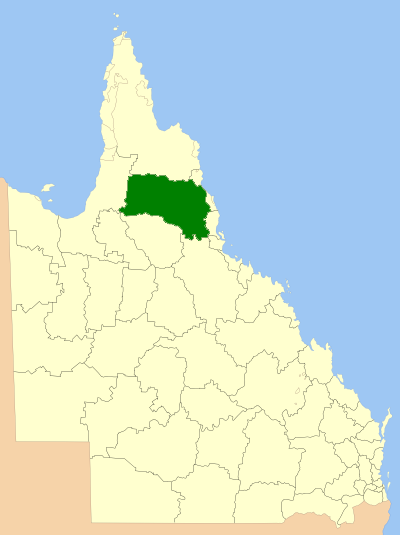
Расположение района

Толга располагается на плато Атертон. Город расположен в 7 километрах к северу от Атертона, в 89 километрах к юго-западу от областного центра, города Кэрнс и в 1691 километре к северо-западу от столицы штата Квинсленд, Брисбена.
Река Бэррон образует северо-восточную границу населенного пункта. Юго-западная граница населенного пункта представляет собой водораздел, который отделяет водосборный бассейн реки Бэррон от водосборного бассейна реки Митчелл.

## Экономика
Северная и восточная части города в основном занимаются сельским хозяйством, так как на северных и восточных территориях земля относительно ровная. Западные части Толги более гористые , поэтому менее развиты. На западных территориях ведётся строительство Ветряной электростанции.

## История
Считается, что название города происходит от аборигенного слова красная вулканическая почва .
Город первоначально назывался Мартин, но в 1903 году название города было изменено на Толга.